# Apedina tarcoolina
Apedina tarcoolina är en insektsart som beskrevs av Otte, D. och R.D. Alexander 1983. Apedina tarcoolina ingår i släktet Apedina och familjen syrsor. Inga underarter finns listade i Catalogue of Life.